# Ulumanda’
Ulumanda’ (Alternativnamen: Awo-Sumakuyu, Botteng-Tappalang, Kado, Oeloemanda, Tubbi, Ulumandak, Ulunda) ist eine in den Regierungsbezirken Polewali Mandar, Majene und Mamuju auf Sulawesi gesprochene Sprache. Sie gehört zu den austronesischen Sprachen.
Sechs Dialekte, darunter Botteng, Sondoang, Tappalang. 